# Desaparición de Alan Addis
Alan Addis (nacido el 14 de julio de 1961) fue un militar británico que desapareció en circunstancias misteriosas en agosto de 1980 mientras prestaba servicio con los Royal Marines en las Islas Malvinas. Al principio se sugirió que Addis se había ahogado en un accidente, pero ahora se cree que fue asesinado. Las investigaciones policiales han dado lugar a detenciones, pero nadie ha sido acusado en relación con su desaparición y su cuerpo nunca ha sido encontrado.

## Antecedentes
Alan Addis era miembro del Grupo Naval 8901, una unidad de los Royal Marines que en 1966 fue asignada a las Malvinas, y que rotaba anualmente. Dirigida por un comandante, la función de la unidad era mantener una presencia militar estratégica en las islas y proporcionar formación militar y de defensa civil a la Fuerza de Defensa de las Islas Malvinas (FIDF), formada por 120 voluntarios repartidos por toda la isla y sus diversos asentamientos. El pelotón de Addis, compuesto por 42 hombres, divididos en secciones de cinco a ocho hombres (cada una de ellas dirigida por un cabo o un teniente), tenía su base en el cuartel de Moody Brook, a seis millas al oeste de la capital de Puerto Argentino/Stanley.

## Desaparición
En el momento de su desaparición, Addis formaba parte de un equipo de tres hombres que había viajado al remoto asentamiento de Brazo Norte en Lafonia, en Isla Soledad, a unas 90 millas (140 km) de Puerto Argentino, para recoger a otros tres Marines Reales y el equipo de una unidad de la FIDF en Brazo Norte, tras una semana de entrenamiento. Después, debían dirigirse a Fitzroy para entrenar a los voluntarios de las FIDF de allí.
La noche del 8 de agosto, Addis y los demás marines asistieron a una función en el salón del pueblo (que hacía las veces de club social) junto con cuarenta vecinos. Los infantes de marina abandonaron el evento a diferentes horas, de uno en uno y de dos en dos, para dirigirse a varios hogares de la zona, y los compañeros de Addis informaron de que lo habían visto por última vez en torno a la 1:30 de la madrugada. A la mañana siguiente, el resto del equipo emprendió el viaje de vuelta a Stanley en el vapor MV Forrest. No fue hasta treinta minutos después de zarpar cuando se descubrió que Addis había desaparecido.
En un principio se pensó que Addis se había caído por la borda o que había caído por error desde un espigón a las frías aguas del Atlántico Sur en la bahía de los Abrigos. Se contactó con su madre Anne Addis en su casa de Inglaterra para darle la noticia de que Alan había desaparecido en una patrulla, pero al día siguiente la policía la visitó para informarle de que se presumía que Alan se había ahogado en un accidente.[cita requerida] En las semanas siguientes se barajaron otras posibles explicaciones. Entre ellas, la sugerencia de que Addis se había desorientado y se había adentrado en el interior de las Malvinas, posiblemente sucumbiendo de hipotermia. Se realizó una búsqueda aérea y marítima en las islas y en las aguas que las rodean (incluida una búsqueda submarina por parte de buzos) pero no se logró encontrar ningún rastro del marino desaparecido y finalmente se suspendió. Ese mismo año, una investigación sobre las Malvinas emitió un veredicto abierto.

## Investigación militar
En noviembre de 1981, Anne Addis viajó a las Malvinas en transporte militar para hacer sus propias averiguaciones. Se convenció de que había juego sucio y pidió al Ministerio de Defensa que iniciara una nueva investigación dirigida por la Sección de Investigaciones Especiales (SIB) de la Real Policía Militar. Argumentó que la SIB estaba mejor equipada -en términos de personal, formación y experiencia- para llevar a cabo una investigación de este tipo, que el pequeño cuerpo de policía de las islas, que entonces estaba formado por un agente a tiempo completo y unos pocos agentes a tiempo parcial. En respuesta, se envió un oficial de la SIB a las Malvinas, aunque su informe final fue confidencial y la Sra. Addis no lo vio.
La situación se complicó aún más en abril del año siguiente, cuando las fuerzas argentinas invadieron y ocuparon las islas. En el conflicto posterior entre el Reino Unido y Argentina, conocido como la Guerra de las Malvinas, las fuerzas británicas retomaron las islas y los argentinos se rindieron el 14 de junio de 1982. En el transcurso del conflicto se perdieron los archivos de la policía local sobre el caso Addis, posiblemente destruidos deliberadamente por las autoridades de las Malvinas para evitar que la información sobre los despliegues militares británicos en las islas cayera en manos argentinas.

## Investigaciones 1993-1995
En los años posteriores a la guerra, la Sra. Addis continuó presionando a las autoridades británicas y de las Malvinas para que se realizara una nueva investigación y siguió en contacto con varios isleños. En 1993 le llegaron rumores de una conversación escuchada en un pub de las Malvinas en la que un isleño presuntamente se jactaba de su participación en el asesinato de Alan. Esta información se transmitió a la ahora reformada, ampliada y rebautizada Real Policía de las Islas Malvinas (RFIP). Para entonces, la RFIP había reabierto su investigación y pudo descartar ese rumor en particular. No obstante, concluyeron que Addis había sido asesinado e identificaron a cuatro isleños locales como principales sospechosos.
En 1995, tras llegar a un punto muerto, la RFIP pasó la investigación a la Policía de Devon y Cornualles, y un equipo de detectives voló desde el Reino Unido. En septiembre de ese año, en una operación en la que participaron helicópteros Chinook de la base de la Real Fuerza Aérea en RAF Mount Pleasant, los agentes de la Policía de Devon y Cornualles y la RFIP detuvieron a cuatro hombres de las Malvinas. Los hombres fueron liberados posteriormente sin cargos..

## Documental "Bodyhunters"
En 1997, un equipo especializado del Reino Unido intentó localizar el cuerpo de Addis. El grupo estaba formado por el profesor John Hunter, arqueólogo forense de la Universidad de Birmingham y director del prestigioso grupo de búsqueda y asesoramiento forense (creado para asesorar y ayudar a la policía a localizar restos humanos). El equipo también contaba con expertos en radar de penetración terrestre y un perro rastreador especialmente entrenado de la policía de Lancashire, dirigido por el sargento Mick Swindells. A pesar de buscar en más de 54 lugares, el equipo no encontró ningún rastro de Addis. La investigación fue filmada por la productora de televisión Lion Films para un programa documental que se emitió en la televisión británica en 1998 como parte de la serie Equinox de Channel 4.
El programa siguió los trabajos del equipo para identificar la ubicación de los restos de Addis y grabó entrevistas con su madre, sus antiguos compañeros y varios habitantes de las Malvinas. Incluyó entrevistas con dos de los hombres detenidos tras la anterior investigación de 1995. Ambos negaron rotundamente cualquier implicación en la desaparición de Addis. El programa examinó una serie de rumores persistentes que habían circulado a lo largo de los años. El primero de ellos era que Addis había sido asesinado porque se le había encontrado en flagrante delito con la esposa de un terrateniente local, que fue entrevistado por los realizadores del programa y desestimó la sugerencia, aunque admitió estar al tanto de tal historia. El segundo rumor se refería a la muerte de un pastor local, Johnny Biggs, fallecido en un incendio en un barracón de Brazo Norte unas dos semanas después de la desaparición de Addis. En el programa, los habitantes de las Malvinas expresaron sus sospechas de que el hombre no había muerto realmente en el incendio, sino que había sido asesinado y el fuego había sido provocado deliberadamente para ocultarlo. El hecho de que su muerte se produjera poco antes de que supuestamente tuviera que declarar ante la Junta de Investigación, junto con las supuestas deficiencias en la investigación del incendio, se citaron como indicios de una posible relación con el caso Addis. Según el programa, se especuló con la posibilidad de que el hombre hubiera sido asesinado para evitar que prestara declaración porque tenía información sobre el destino de Addis, posiblemente por estar al tanto de una conversación que implicaba a otro isleño en la desaparición.

## Investigación de la policía metropolitana
En diciembre de 2010, un equipo de la Policía Metropolitana visitó las Malvinas para realizar una nueva búsqueda. Esto se produjo a raíz de un chivatazo de un antiguo residente de las Malvinas que se había puesto en contacto con Anne Addis con información sobre el lugar donde estaba enterrado el cuerpo de Alan. Aunque no se encontró el cuerpo, se informó de que la búsqueda había aportado nuevas pistas y que estaba prevista una visita  a las islas para seguir la investigación. También se informó de que el jefe de la RFIP había tomado la inusual medida de ofrecer protección policial a cualquiera que estuviera dispuesto a aportar información.

## Documental de TV de las Fuerzas Británicas de 2018
A partir de junio de 2018, el canal de YouTube del Servicio de Radiodifusión de las Fuerzas Británicas comenzó a subir un documental de 46 minutos (en 1/4 partes) sobre el tema de la vida y la desaparición de Addis. Los productores de la película, en particular, hablaron con varios de los especialistas que habían participado en el programa Equinox de 1998. La mayoría de los entrevistados - especialistas, ex policías, civiles y exmilitares conocidos - compartían la opinión de que Addis había sido asesinado.
Dado que la mayoría de los isleños trabajaban para la administración pública local, la Falkland Islands Company o los terratenientes británicos ausentes, los rumores posteriores mencionaban a un jefe de pueblo no oficial con dos "hombres fuertes" que hacían cumplir su voluntad, lo que le convertía en una fuerza a la que había que enfrentarse en la comunidad. Además, varios de los entrevistados antes mencionados expresaron su opinión de que Addis había sido asesinado sin premeditación en una pelea por una mujer, tras lo cual el cuerpo fue supuestamente transportado fuera del asentamiento. Se han señalado varios casos de violencia entre isleños y soldados y/o por parte de los soldados dirigida a los isleños.

## Monumentos
Una placa conmemorativa de Alan Addis está expuesta en la catedral Christ Church de Stanley. Anne Addis creó un fondo conmemorativo en honor a su hijo, pero en mayo de 2010 anunció que iba a liquidarlo y donar el dinero recaudado al fondo de Ayuda a los Héroes para los militares británicos.